# Yuba (Wisconsin)
Pour les articles homonymes, voir Yuba.
Yuba est un village du comté de Richland, dans l'État du Wisconsin, aux États-Unis. En 2020, il comptait une population de 53 habitants.